# Satyricon (programma televisivo)
Satyricon è stato un varietà televisivo satirico scritto e interpretato da Daniele Luttazzi, con la regia di Franza Di Rosa. Andò in onda con cadenza settimanale (salvo sospensione di una puntata, in seguito a polemiche) in seconda serata su Rai 2 da gennaio ad aprile 2001. Nonostante ascolti con punte di sette milioni e mezzo di telespettatori, il CDA Rai lo tolse dal palinsesto per la stagione successiva.
Ispirato ai talk show notturni americani, un genere introdotto in Italia da Luttazzi nel 1999 con Barracuda (Italia 1), Satyricon era caratterizzato da un monologo iniziale di battute satiriche sull'attualità politica, sociale e culturale, e da tre interviste a singoli ospiti, il tutto intervallato da sketch e rubriche comiche.

## Caratteristiche

### Parodia del talk show di Letterman
Satyricon era una parodia del David Letterman Show, di cui riprendeva struttura e rubriche per fare satira sulla realtà italiana e raccontare le vicende di un conduttore di talk show che tradisce la fidanzata con la segretaria. Il programma è depositato in SIAE come sitcom.

### Lo specchio scenografico
La scenografia era caratterizzata da un ampio specchio che, posto alle spalle del conduttore, rifletteva pubblico e telecamere. Come fu notato dal critico teatrale Gianfranco Capitta, quello specchio, nel far sì che i telespettatori vedessero contemporaneamente due realtà, quella diretta e quella riflessa, era una metafora del tema del doppio, in questo caso applicato al comico e all'ironia.

### Temi e linguaggio
Satyricon utilizzava temi e linguaggio espliciti. La cosa era confermata dallo slogan iniziale, che in ogni puntata recitava:
Il programma che sta per andare in onda contiene fellatio, cunnilingus, masturbazione, feci, urina, sadomasochismo, Bruno Vespa e qualsiasi altra cosa la fetida mente di Daniele Luttazzi abbia fermentato in quest'ultimo periodo. Il suo linguaggio esplicito è fatto apposta per turbare gli imbecilli. A tutti gli altri, buon divertimento.
A questo proposito, Gianpiero Gamaleri, membro del CDA Rai, in un articolo su il Giornale si "autoiscrisse" alla "categoria degli imbecilli", e definì quello di Luttazzi un «umorismo inquinante».

## Contenuti

### I monologhi di apertura
Nei monologhi di apertura, della durata di 10-15 minuti, Luttazzi commentava con battute satiriche i fatti d'attualità, con particolari riferimenti alla campagna elettorale in corso e alle polemiche sulla trasmissione.

### Gli sketch
Le varie parti del programma era punteggiate da siparietti di comicità straniante (Luttazzi babysitter, Crimini domestici, Paranoia silenziosa) o di satira religiosa (Esche insolite) o buffi (Lo scherzo, Lo stagista, L'effetto vetri-rotti). Quando erano umoristici, avevano per protagonista l'ospite da intervistare (come ne Il cameriere smemorato, riscrittura di un celebre sketch di Steve Martin, che Luttazzi fa interpretare a Nando Paone e alla prima ospite di quella puntata, Laura Morante).
Uno degli sketch che suscitò scandalo fu quello della coprofagia, proposto da Luttazzi come risposta ironica al consigliere del CDA Rai Alberto Contri, che, in un'intervista al quotidiano il Messaggero, si augurava che il comico, di provocazione in provocazione, arrivasse a mangiare merda.

### Rubriche

#### Pop-up Tg
Luttazzi presentava la rubrica come un modo per rendere più interessanti i telegiornali, a suo dire insopportabili perché "ansiogeni, sempre pieni di notizie drammaticissime sulle quali non si può mai intervenire". Veniva quindi mostrata una serie di brevi primi piani di noti giornalisti mentre conducevano il telegiornale. Le loro parole venivano coperte dalla canzone Upside Down, hit degli anni ottanta di Diana Ross, mentre comparivano in sovrimpressione delle nuvolette (i pop-up appunto) con scritte buffe, ad esempio su David Sassoli ("A causa di una storia troppo lunga da spiegare, ha un'erezione ogni volta che sente la sirena di un'ambulanza") o su Lilli Gruber ("In giro la riconosci per la sua pelliccia di dalmata"). La rubrica terminava sempre con Bruno Vespa, al quale veniva riservata sempre la battuta più feroce, in particolare una: "Prende il Viagra. Per non pisciarsi sulle scarpe"; tale battuta suscitò le ire del giornalista, che minacciò la querela.

#### Conosci l'attualità
Riproposizione della rubrica Know you current events del David Letterman Show, è un pretesto per fare battute su una notizia della settimana.

#### Notizie dal futuro
Doppiato sulle immagini di un telegiornale della CCTV-4, propone battute surreali sul futuro. Esempi: «Il nuovo papa, Ringo diciottesimo, scriverà un'enciclica contro la contraccezione. Comincerà con la frase: non solo la contraccezione è moralmente sbagliata, ma coi profilattici non si sente nulla.»

### Interviste
Tra gli ospiti intervistati a Satyricon vi furono politici (Piero Fassino, Antonio Di Pietro, Marco Pannella), intellettuali (Gianni Baget Bozzo, Paolo Flores d'Arcais, Massimo Cacciari, Luciana Castellina), giornalisti (Marco Travaglio), esponenti della massoneria (Giuliano Di Bernardo), stilisti (Kean Etro), artisti (Dario Fo, Vinicio Capossela, Lando Buzzanca, Laura Morante, Franco Califano, Riccardo Cocciante, Stefania Rocca, Gianmaria Testa, Valeria Golino, Pippo Baudo, Zeudi Araya), sportivi (Andrea Lucchetta) e soubrettes televisive (Anna Falchi, Barbara Chiappini, Samantha De Grenet, Giorgia Surina).

#### L'intervista a Dario Fo
Sin dalle prime puntate, alcuni politici e giornalisti avevano criticato la trasmissione, accusando Luttazzi di cattivo gusto e di non fare satira ma informazione («La satira deve deformare, non informare», Mario Landolfi). Per rispondere a tali polemiche, Luttazzi invitò il premio Nobel per la letteratura Dario Fo perché spiegasse cos'è la satira. Fo dà una breve definizione di satira quale "aspetto libero, assoluto, del teatro" e ricorda la battuta di "un grandissimo uomo di teatro" il quale diceva prima regola nella satira, non ci sono regole. Poi affronta il tema del cattivo gusto, ricordando l'opera La parpaia topola, in cui partendo da elementi triviali si giunge alla poesia. Quindi, in riferimento alle polemiche scaturite dallo sketch in cui Luttazzi faceva uno spuntino a base di cacca, cita alcune delle opere classiche satiriche e loro autori in cui si fa uso di questo elemento: Ruzante, la fame dello Zanni, un canovaccio in cui Arlecchino si cala le brache e lancia la cacca (finta) addosso al pubblico, e un pezzo in cui San Francesco usa la cacca come termine morale elevato, in contrasto con l'avidità e la violenza del potere del Papa Innocenzo III.
Fo chiarisce infine la differenza fra la satira e lo sfottò. Fo afferma che lo sfottò è la presa in giro bonaria, priva della dimensione morale e quindi reazionaria perché contribuisce a mantenere lo status quo; la satira invece ha sempre una dimensione morale, è liberatoria e mostra l'ipocrisia e la violenza del potere. Viene affrontato anche il tema del rapporto fra satira e potere, e di come essa possa agire sulla storia. Fo afferma che la satira è sempre stata temuta dai potenti, perché molte volte ha causato la presa di coscienza delle classi minori. Come esempi cita l'autore Luciano di Samosata, la legge "De contra jugulatores obloquentes" (Contro i giullari sparlatori infami) che Federico II di Svevia aveva istituito contro i giullari, e l'opera Rosa fresca aulentissima di Cielo d'Alcamo.

#### L'intervista a Marco Travaglio
Il testo integrale dell'intervista si può trovare a questi indirizzi: , 
Uno degli episodi più discussi è stata l'intervista al giornalista Marco Travaglio. Questi, da circa un mese, aveva pubblicato il libro L'odore dei soldi, scritto con Elio Veltri, in cui si riferiva di ciò che stava emergendo in alcuni processi a carico di Marcello Dell'Utri (condannato poi in primo grado a nove anni per concorso esterno in associazione mafiosa) e che riguardava anche l'origine delle fortune di Silvio Berlusconi, il candidato premier del centrodestra alle elezioni che si sarebbero tenute da lì a due mesi. Nell'intervista, Travaglio parla dei documenti processuali citati nel libro, che sollevavano dei dubbi su possibili rapporti di Berlusconi e Dell'Utri con la mafia. Gli episodi più eclatanti oggetto delle discussione furono: la sconosciuta origine dei 113 miliardi ricevuti dalla Fininvest di Berlusconi tra il 1978 e il 1983 che diedero una grande spinta alla sua carriera imprenditoriale, i sospetti di riciclaggio di denaro sporco della mafia nella Banca Rasini, della presenza del boss mafioso Vittorio Mangano nella casa di Berlusconi tra il 1974 e il 1976 e le presunte dichiarazioni in cui tra il 1992 e il 1993 Berlusconi confidava di temere di essere accusato di essere mafioso. Travaglio rivolge anche delle critiche ai giornalisti italiani, in quanto "in Italia abbiamo inventato questo genere letterario dell'intervista senza domande, almeno quando il politico è l'ospite", e cita il caso dell'ultima video-intervista a Paolo Borsellino, registrata pochi giorni prima che venisse ucciso dalla mafia e che tutti i conduttori si erano rifiutati di trasmettere in prima serata. In quest'intervista Borsellino parlava di Mangano, Dell'Utri e delle presunte partite di droga. Si parla inoltre del conflitto di interessi, citando di come Mediaset beneficiò della legge Tremonti, e delle differenze tra l'Italia e l'Inghilterra quanto a conseguenze per i politici coinvolti in scandali giudiziari, citando il caso del dirigente Jonathan Aitken, finito in carcere e stroncato politicamente per aver mentito su chi avesse pagato un conto d'albergo di 3 milioni della figlia.

## Controversie

### Accuse di cattivo gusto
Sin dalla prima puntata, dove Luttazzi terminò l'intervista ad Anna Falchi con una gag in cui la invitava a togliersi le mutandine da mettere all'asta per una causa benefica (un aiuto al bracchetto Snoopy, "malato di cancro") e infine annusandole, Satyricon fu accompagnato da critiche di "cattivo gusto". Queste raggiunsero l'acme dopo la puntata in cui Luttazzi mangiò, con coltello e forchetta, un dolce a forma di escrementi servito da Edelweiss su un piatto d'argento.. Secondo la giornalista Norma Rangeri, gli attacchi e le richieste di chiusura del programma usavano lo sketch della coprofagia come un pretesto, mentre il vero bersaglio era la libera discussione su fede, obbedienza e chiesa cattolica con Paolo Flores d'Arcais. Aldo Grasso del Corriere della Sera affermò che «su Daniele Luttazzi si è ecceduto in condanne moralistiche [...] per molti commentatori in Rai è meglio rubare che dire parolacce». Fu l'episodio della trasmissione che suscitò maggiore scalpore, insieme con l'intervista a Marco Travaglio. Luttazzi spiegò che si era trattato «di un gesto cristico, assumevo su di me la merda del mondo e della televisione.»«Io non ammicco e non alludo mai: faccio e dico. Il doppio senso sessuale è veramente volgare. Per questo trovo il Bagaglino insopportabile.» «Il buon gusto è da sempre il pretesto con cui i censori tappano la bocca alla satira.»
In seguito allo scandalo, il direttore di Rai Due decise di sospendere provvisoriamente il programma. La sera seguente, ospite della puntata de Il raggio verde di Michele Santoro dedicata a satira, TV e polemiche, Freccero annunciò che Satyricon sarebbe tornato regolarmente in onda.

### La polemica sul rapporto tra satira e politica
Il vignettista Giorgio Forattini accusò Luttazzi di fare «propaganda politica unilaterale», e per sostenere questa tesi portò come esempio il fatto che Luttazzi «ha preso di mira il cancro di Berlusconi, ma non ha mai parlato delle emorroidi di Mussi». Alla puntata successiva, Luttazzi replicò: «La risposta è semplice: non sapevo che Mussi avesse le emorroidi. La domanda a questo punto è un'altra: come fa a saperlo Forattini?». Luttazzi ricorda nelle interviste che la satira è faziosa dai tempi di Aristofane e che l'autore satirico esprime un suo punto di vista.

### Le querele

#### Cremonini
L'industriale Luigi Cremonini querelò Luttazzi per aver riportato il 7 febbraio 2001, nel corso della quinta puntata del programma, una notizia del Corriere della Sera. Riguardava alcune indagini dei NAS, che avevano portato al sequestro di un capannone Inalca a Rieti, con 130 quintali di carni avariate, Secondo gli inquirenti queste carni venivano lavorate di notte per ricavarci chissà cosa, e Cremonini era stato denunciato per responsabilità in tali traffici. Luttazzi ha vinto la causa contro il Gruppo Cremonini, dato che si era limitato a citare una notizia letta su un quotidiano e a farci una battuta in riferimento al dolce al cioccolato a forma di escremento. Cremonini gli aveva chiesto 120 miliardi di danni.

#### Berlusconi, Fininvest, Mediaset e Forza Italia
Dopo la fine di Satyricon, Luttazzi, Travaglio, la RAI, il direttore di rete Carlo Freccero e il produttore Bibi Ballandi vengono querelati dai legali di Silvio Berlusconi, della Fininvest, di Mediaset, di Forza Italia e dell'ex-ministro Giulio Tremonti, per un totale di dieci cause di risarcimento. Oggetto del contendere l'intervista a Marco Travaglio.
La richiesta di Berlusconi per 20 miliardi di lire di danni è stata rigettata nell'ottobre 2005.
Il 14 gennaio 2005 il tribunale di Roma, nella persona del giudice unico Massimo Corrias, emette sentenza di assoluzione per i vari imputati (Luttazzi, Travaglio ecc.), poiché i fatti contestati sono reali e non costituiscono diffamazione, e condanna Silvio Berlusconi in sede civile al risarcimento di circa 17.000 euro di spese processuali per ciascuno dei quattro imputati.
Luttazzi ha vinto anche le cause intentategli da Mediaset, Fininvest e Forza Italia.

### Le censure
Dopo le polemiche seguite all'intervista di Luttazzi a Marco Travaglio su Berlusconi e Dell'Utri, il programma viene sospeso per una settimana. Nel 2002, diventato presidente del Consiglio, Berlusconi metterà Luttazzi all'indice insieme con Enzo Biagi e Michele Santoro. Da allora Luttazzi non ha più lavorato in Rai.
 
 
Dopo la vittoria alle elezioni del 2001, durante una visita di stato in Bulgaria del 18 aprile 2002 Berlusconi dichiara:
(Silvio Berlusconi, nel suo famoso discorso sulla TV italiana in Bulgaria, noto anche come "diktat bulgaro")
A questa dichiarazione (nota come diktat bulgaro), Luttazzi risponde in uno dei suoi spettacoli con la battuta:
(Daniele Luttazzi)
Intervistato da Curzio Maltese, Luttazzi ha così descritto la puntata con Travaglio: «Ma che cosa ho fatto in fondo? Ho fatto qualche domanda. In una democrazia le domande sui personaggi pubblici sono lecite. Siamo in democrazia, no? Lo ripeto soprattutto per quelli che da giovedì mi controllano il telefono». In un'intervista rilasciata ad Articolo 21 Luttazzi ha affermato che «In realtà, Berlusconi, censurando noi ha censurato i milioni di persone che ci guardavano: e questo è inaccettabile. La Rai è pubblica, non sua».

### Altre

#### Stefania Craxi
Le taglienti battute sul ritorno dei socialisti suscitarono le ire di questi ultimi, in particolare di Stefania Craxi e dell'Avanti!.

#### Il Foglio
Due giornalisti de Il Foglio di Giuliano Ferrara, tra cui Christian Rocca, sostennero che Satyricon copiasse il format dal David Letterman Show. Luttazzi ha commentato che Satyricon era una parodia del Late Show di Letterman.

## Puntate
| Nº                                                                       | Data            | Ospite                                                                   | Ospite | |                |        |
| Nº                                                                       | Data            | Conosci l'attualità                                                      | Interviste | Sketch ed episodi della sitcom | Telespettatori | Share  |
| ------------------------------------------------------------------------ | --------------- | ------------------------------------------------------------------------ | --- | --- | -------------- | ------ |
| 1                                                                        | 10 gennaio 2001 | ?                                                                        | Anna Falchi, Gianni Baget Bozzo, Franco Califano                                                                            | ? | 2.673.000      | 19,01% |
| 2                                                                        | 17 gennaio      | Éva Henger (rivela la sua passione per la musica e le letture raffinate) | Valentina Chico (protagonista della soap opera Incantesimo), Luciana Castellina (rievoca gli 80 anni del Partito Comunista) | ? | 2.546.000      | 17,76% |
| 3                                                                        | 24 gennaio      | Antonella Mosetti e Alessandro Nuccetelli                                | Kean Etro, Piero Fassino | Sitcom: La prima volta, il solito incubo, l'invito a Edelweiss e Barbara. Sketch: Promo Rutelli Due (scimmia), il tennis femminile a occhi chiusi, Minoxidol Baby, Lo scherzo, la cinquina vincente.                                                                                       | 1.603.000      | 14.02% |
| 4                                                                        | 31 gennaio      | Valentina Pace                                                           | Lando Buzzanca, Laura Morante, Antonio Di Pietro                                                                            | Sitcom: Sorite cinese. Sketch: Promo Rutelli Tre, Luttazzi babysitter, Il cameriere smemorato (Nando Paone) | 2.274.000      | 16,13% |
| 5                                                                        | 7 febbraio      | Barbara Chiappini                                                        | Silvia Rocca, Paolo Flores d'Arcais                                                                                         | Sitcom: Paura di volare. Sketch: coprofagia, Freddo a Roma e Gregorio infuocato, Pop-up Tg (Vespa e il Viagra), Personale di pulizia, Quando Alessia se ne andò | 1.714.000      | 13,63% |
| 6                                                                        | 14 febbraio     | Wendy Windham                                                            | Fabio Cuoco (animali insoliti), Massimo Cacciari (estetica), Vinicio Capossela                                              | Sitcom: Il gruppo rap. Sketch: il tennis femminile a occhi chiusi, spot latte, parola segreta settimana scorsa: concertazione, la piccola Charlotte (1972), la sorpresa in Incantesimo, Sesso con mamma di Paolo, Nuovi canali - Sesso con arance.                                         | 2.515.000      | 14,55% |
| 7                                                                        | 21 febbraio     | Nikki Anderson                                                           | Marco Pannella (audio), Zeudi Araya, Alberto Fortis                                                                         | ? | 2.419.000      | 17,37% |
| 8                                                                        | 7 marzo         | Samantha De Grenet                                                       | Pippo Baudo, Afef Jnifen, Kartika Luyet                                                                                     | I crimini commessi tra le mura domestiche, la Palla Magica, Lo stagista Felice, Il saggio, i Figli della Colpa, Pop-up Tg | 2.367.000      | 15,66% |
| 9                                                                        | 14 marzo        | Carolina Marconi                                                         | Marco Travaglio (su Berlusconi), Giorgia Surina, Andrea Lucchetta, Riccardo Cocciante                                       | La Reincarnazione, un nuovo sport in onda sul satellite, il provino da cuoco di Andrea Lucchetta, Notizie dal Futuro | 2.332.000      | 16.92% |
| Sospensione in seguito alle polemiche per l'intervista a Marco Travaglio |                 |                                                                          | | |                |        |
| 10                                                                       | 28 marzo        | Eva Giovannini                                                           | Renata Pisu (sul Giappone), Stefania Rocca, Gianmaria Testa                                                                 | Sesso a pagamento, il ventriloquo in coma, i Ciclopi, Pop-up Tg | 3.346.000      | 22,65% |
| 11                                                                       | 4 aprile        | Erika Bernardi                                                           | Dario Fo (sulla satira), Valeria Golino                                                                                     | Paranoia silenziosa, Edifici & Donne, il documentario Giselle | 2.511.000      | 21,33% |
| 12                                                                       | 11 aprile       | Norchen (modella tunisina)                                               | Giuliano Di Bernardo (sulla Massoneria), Valentina Cervi                                                                    | il Thai Chu, Storie Vere (Pietro e Gianni Bologna sulle Ande), Notizie dal Futuro, il bambino Paolo, la tabella dei tempi di cottura usando un termosifone, la lunghezza dell'intestino, Luttazzi direttore di orchestra, Esche Insolite, il finto promo all'intervista con Carlo Freccero | 2.246.000      | 15.24% |